# Lake City (Colorado)

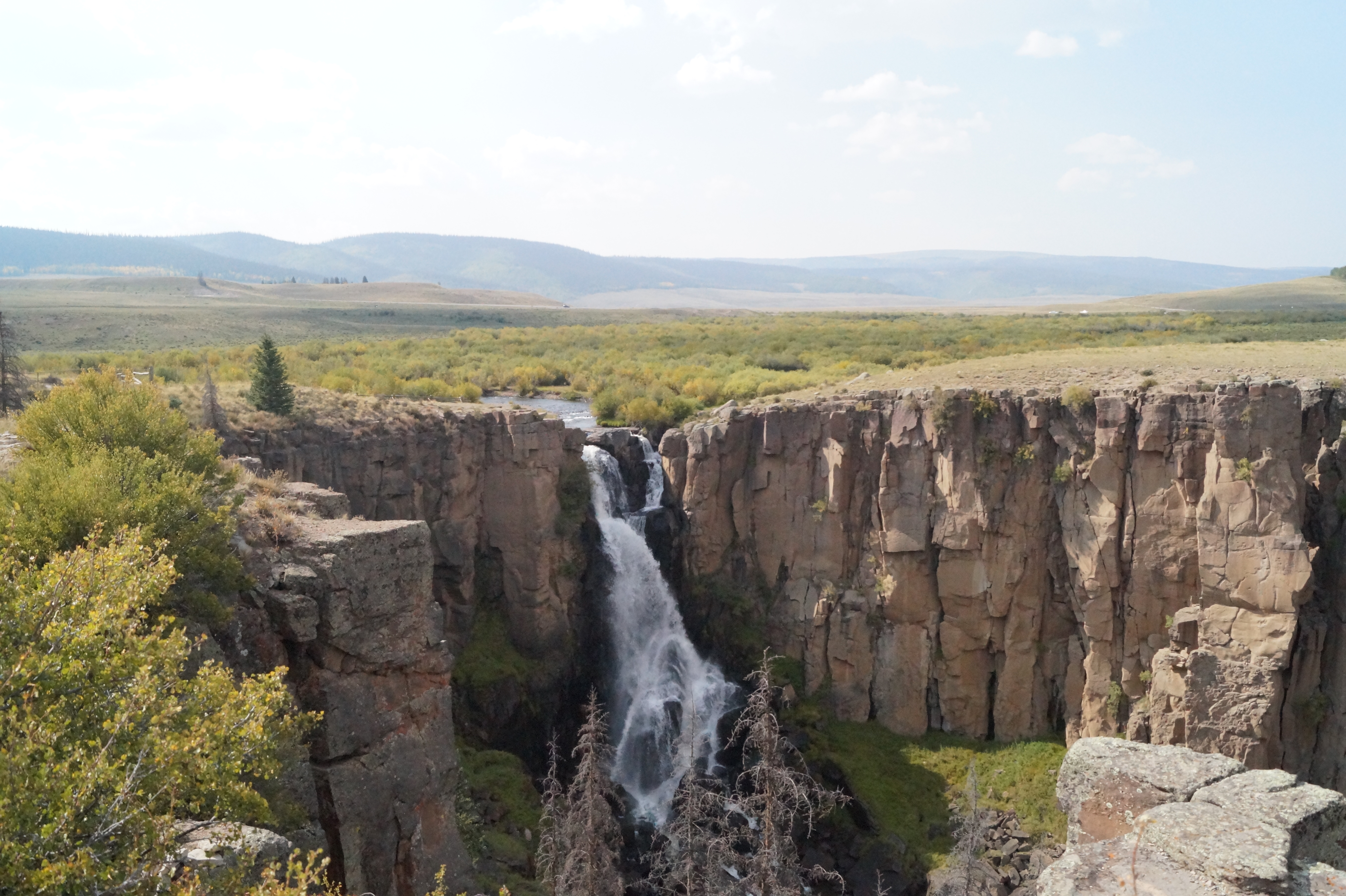
North Clear Creek Falls an der Colorado Road 149 Richtung Süden nach Creede.

Lake City ist eine City im Hinsdale County im US-Bundesstaat Colorado.
Lake City ist Verwaltungssitz des Hinsdale Countys. Die Gemeinde liegt in den San Juan Mountains am Lake Fork of the Gunnison River.

## Geschichte
Bevor der Ort 1884 gegründet wurde, besiedelten der Stamm der Ute die Gegend. Silber- und Golderzfunde brachten viele Menschen ab 1874 in die abgelegene Bergwelt um Lake City, welches sich zum Versorgungszentrum der Gegend entwickelte. 1889 erhielt der Ort einen schmalspurigen (914 mm) Bahnanschluss durch die Denver and Rio Grande Western-Eisenbahngesellschaft. Auf den umliegenden Gebirgswiesen wurde Weidewirtschaft mit Rindern und Schafen betrieben. 1905 endete der Bergbau weitgehend und die Einwohnerzahl sank auf etwa 400. Ab den 1920er Jahren entwickelte sich der Tourismus zu einem weiteren Wirtschaftszweig. 1978 wurde der Lake City Historic District in das National Register of Historic Places aufgenommen.